# Kupac
Kupac (ponekad korisnik, stranka ili naručitelj i dr.) primatelj usluga, robe, proizvoda ili ideje prodavača ili pružatelja usluge u zamjenu za novac ili druge usluge. Općenito u gospodarstvu i u marketingu poslovni je subjekt ili potrošač u transakciji s drugom ugovornom stranom.
Kupac može biti posrednik, koji posreduje između proizvođača i krajnjeg kupca koji kupuje radi preprodaje ili Krajnji kupac koji kupuje da bi ih koristio. 